# ズグディディ駅
ズグディディ駅（ズグディディえき、グルジア語: ზუგდიდის რკინიგზის სადგური）は、ジョージアのサメグレロ＝ゼモ・スヴァネティ州ズグディディ地区ズグディディにある、ジョージア鉄道サムトレディア＝ジヴァリ線の駅である。
ズグディディ市内を流れるチホウシ川の右岸に位置する。黒海鉄道建設の一部として1940年に開業し、1954年に直流3000ボルトで電化された。

## 駅構造

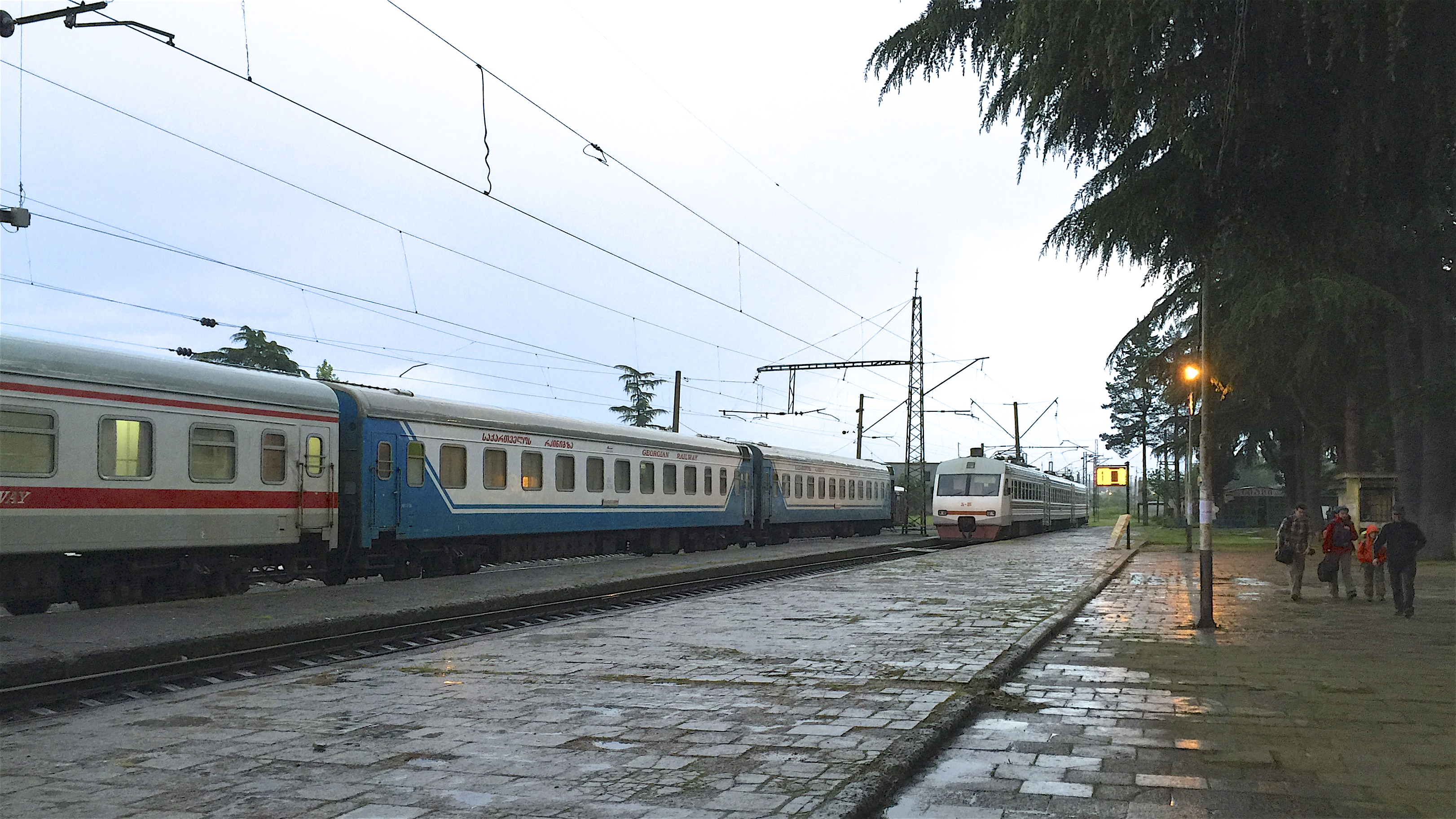
ズグディディ駅のホームと、トビリシからの夜行列車

島式1面2線と単式1面の計2面2線のホーム、およびホームを有さない通過線が2線があり、計2面4線の地上駅である。線路4線のうち3線が電化されている。駅舎には切符売り場、待合室、手荷物預かり所がある。
トビリシ～ズグディディ間の昼行および夜行列車と、クタイシからズグディディ間の電車が発着する。1日6便の列車が運行している。
ズグディディ以北（ジヴァリ駅方面）の路線は現在廃止されている。

## 歴史
1992年から1993年にかけてのアブハジア戦争の後、ズグディディ駅は繰り返しテロ攻撃の被害を受けた。特に2009年の夏から秋にかけてはテロ攻撃が頻発した。2009年6月10日の午後11時35分、ズグディディ駅構内にてトビリシ方面の旅客列車の隣に停車していた貨物列車が爆破され、電気技師の職員（58歳）が重傷を負った。また爆風により、近隣の建物にも窓ガラスが割れる等の被害が発生した。翌6月11日の午前0時25分には駅近くのごみ箱に置かれた爆弾が爆発した。この事件では死傷者は発生しなかった。ジョージア内務省は声明を発表し、「この地域の平和と安定を望まない連中が、一連の爆発を実行した」と述べた。ジョージア鉄道総裁イラクリ・エズグバイアもテロの事件現場を訪れ、「数日以内に復旧する」と約束した。6月12日、鉄道は復旧した。
2009年9月15日、ズグディディ駅で再び爆発事件が発生した。このときは爆弾がトビリシ方面の旅客列車の車両の下に設置された。爆弾は乗客の乗車開始時刻の30分前に爆発した。この爆発により当該列車の車掌が打撲傷を負った。ジョージア内務省は「テロ行為」「器物損壊」「往来妨害」の罪で刑事事件として立件した。